# Saturn VUE

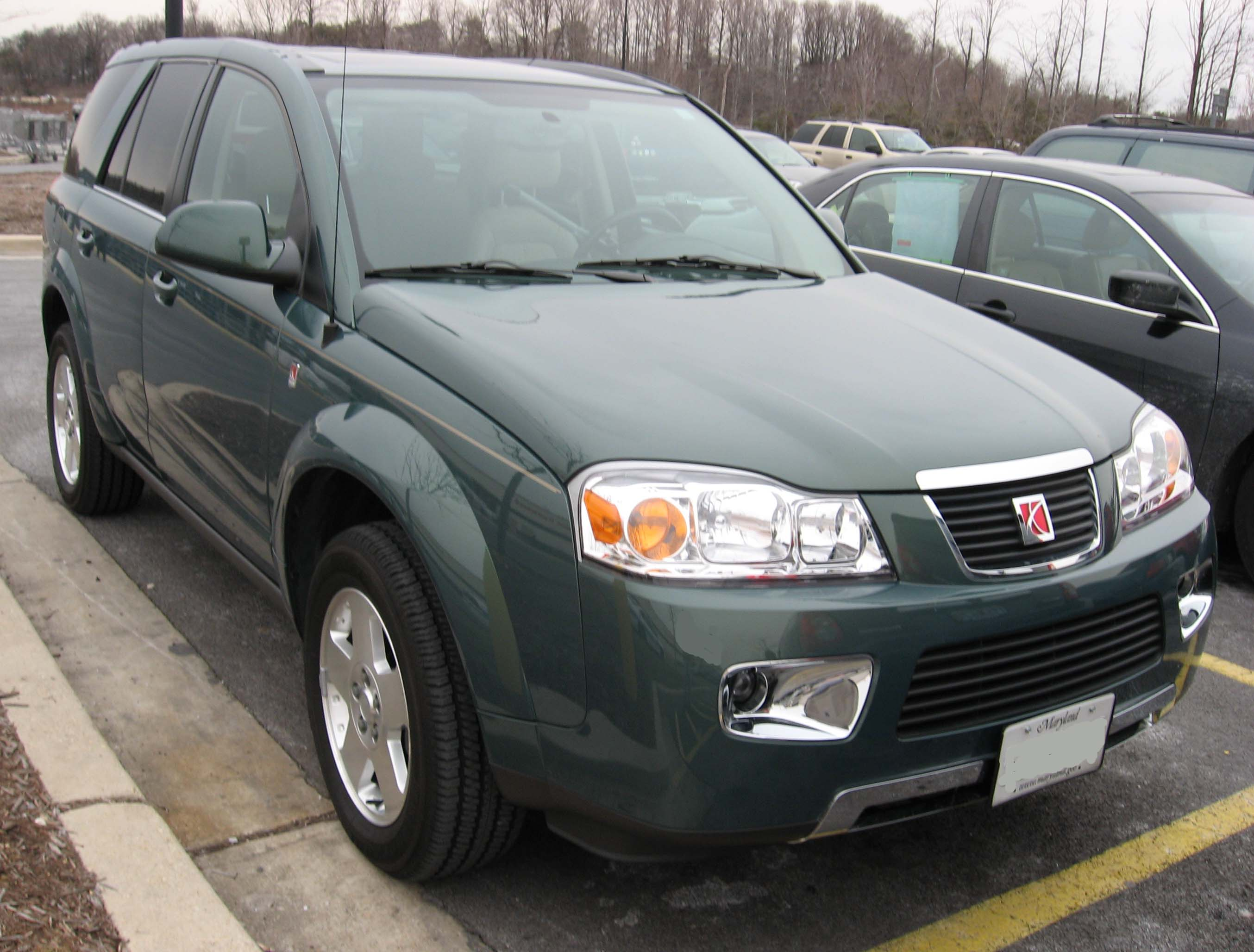
Saturn VUE del 2006-2007

El Saturn VUE és un crossover de tipus mid size fabricat per GM i venut sota la marca de Saturn. Es tracta del vehicle de la marca més venut als Estats Units, el primer a usar la plataforma Theta i el model que ha estat més temps al mercat, des de la desaparició dels Sèrie L el 2005. Actualment es fabrica a Spring Hill, Tennessee, encara que la nova generació es fabricarà a Ramos Arizpe, Coahuila de Zaragoza, Mèxic.

## Primera generació (2002-2007)

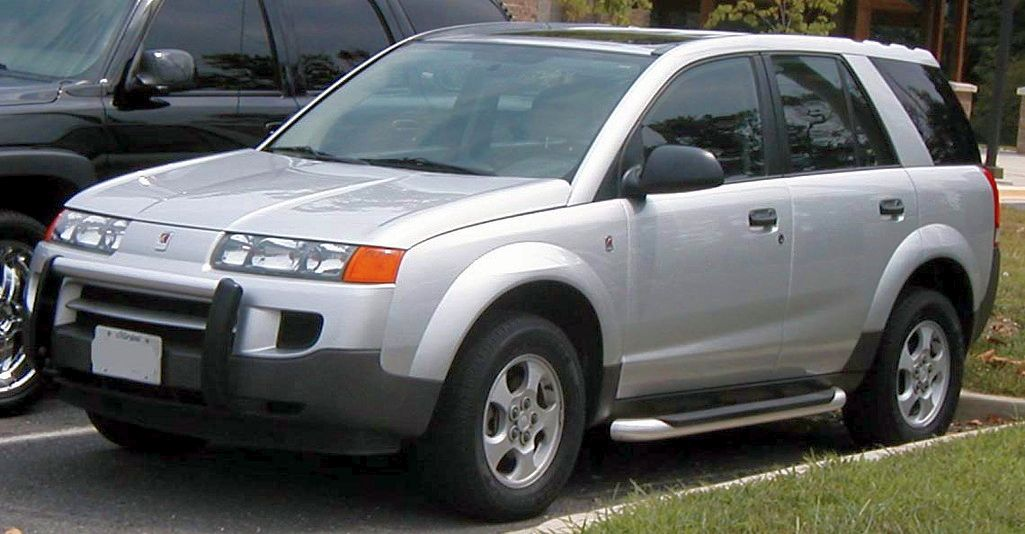
Saturn VUE del 2002-2005

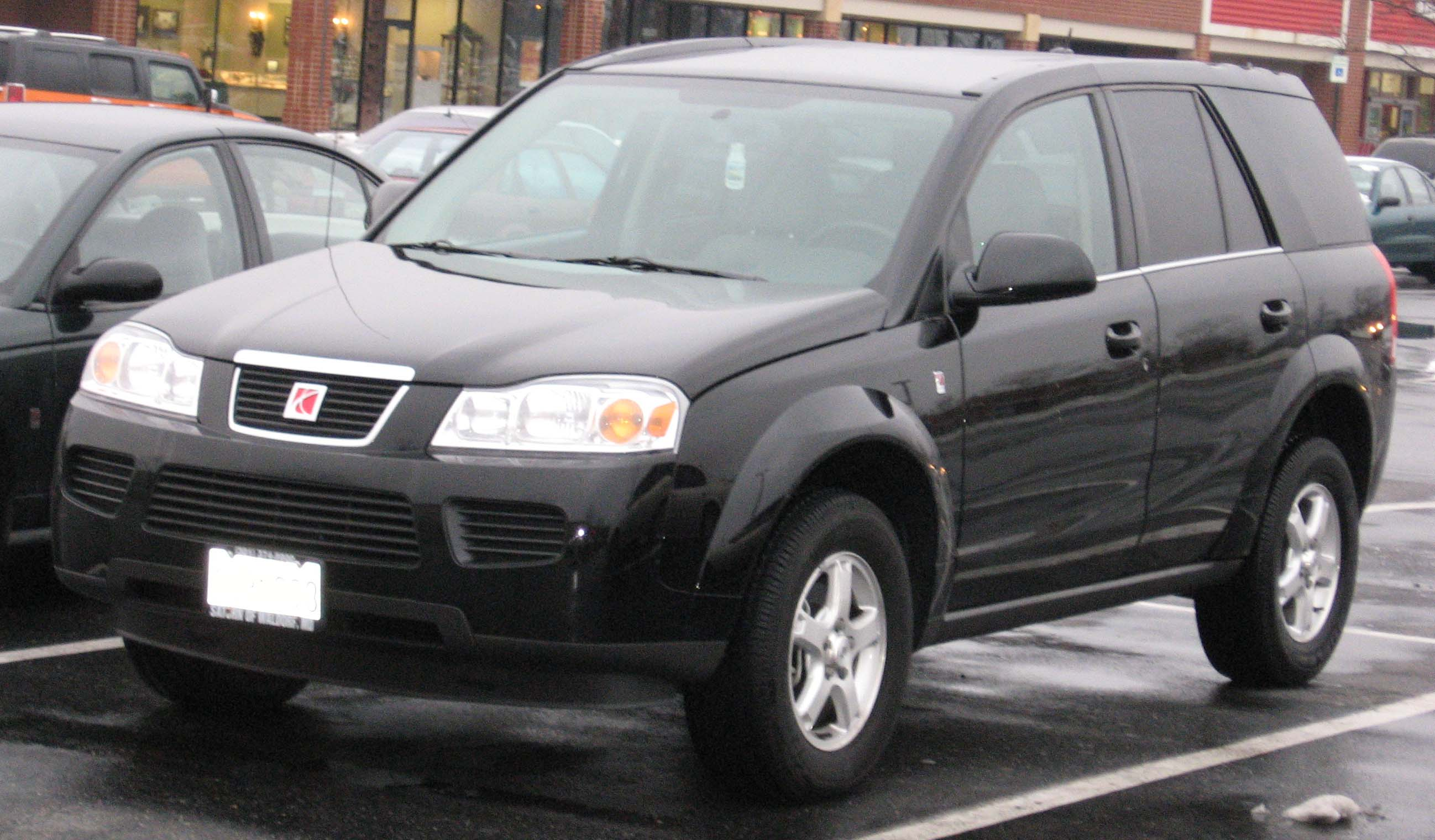
Saturn VUE del 2006-2007

El VUE va ser presentat el 2002. Fabricat a Spring Hill, comparteix el xassís Theta amb automòbils com el Chevrolet Equinox i Captiva (aquest últim no es ven a Nord-amèrica), Pontiac Torrent i Opel Antara. Podia elegir-se amb tracció davantera (no és de propulsió) o amb tracció integral.
Mides del VUE:
Batalla (wheelbase): 2,707 m (106.6 in)
Llargada (length): 4,605 m (181.3 in)
Amplada (width): 1,816 m (71.5 in)
Alçada (height): 1,689 m (66.5 in)
Capacitat del dipòsit: 59 l (15.5 galons EUA)
Mecànicament s'ha ofert el VUE amb les següents mecàniques. Destacar que a partir del 2004, el VUE incorpora un nou motor V6, el L66 que substitueix al L81, dissenyat i fabricat per Honda.
| Any             | Motor                   | Potència | Torsió  |
| --------------- | ----------------------- | -------- | ------- |
| 2002–2007       | 2.2 L Ecotec L61 I4     | 143 cv   | 206 N·m |
| 2002-2003       | 3.0 L 54-Degree L81 V6  | 181 cv   | 264 N·m |
| 2004-2007       | 3.5 L L66 V6            | 250 cv   | 328 N·m |
| 2007-actualitat | 2.4 L Ecotec LAT BAS l4 | 170 cv   | 220 N·m |

En transmissions, els motors V6 equipen una automàtica de 5 velocitats Aisin AF33 i per als de 4 cilindres, una manual de 5 velocitats, amb opció d'una CVT.
El 2006 el VUE rep un restyling, on se li canvia el frontal, adopta materials de major qualitat en els acabats interiors, i alguns canvis cosmètics en l'exterior, així com el servei OnStar, control de creuer i llums automàtics esdevenen de sèrie.
En matèria de seguretat, a NHTSA ha qualificat el VUE del 2006 amb 5 estrelles (conductor) i 5 estrelles (passatger) en el xoc frontal i 5 estrelles (conductor i passatger) en xoc frontal  Arxivat 2006-09-22 a Wayback Machine..
La IIHS atorga al VUE 2002-2007 la qualificació de "good" en les proves de xoc frontal  Arxivat 2007-10-25 a Wayback Machine. però en canvi, qualifica de "poor" en les proves de xoc lateral  Arxivat 2007-10-25 a Wayback Machine..

## Segona generació (2008-)

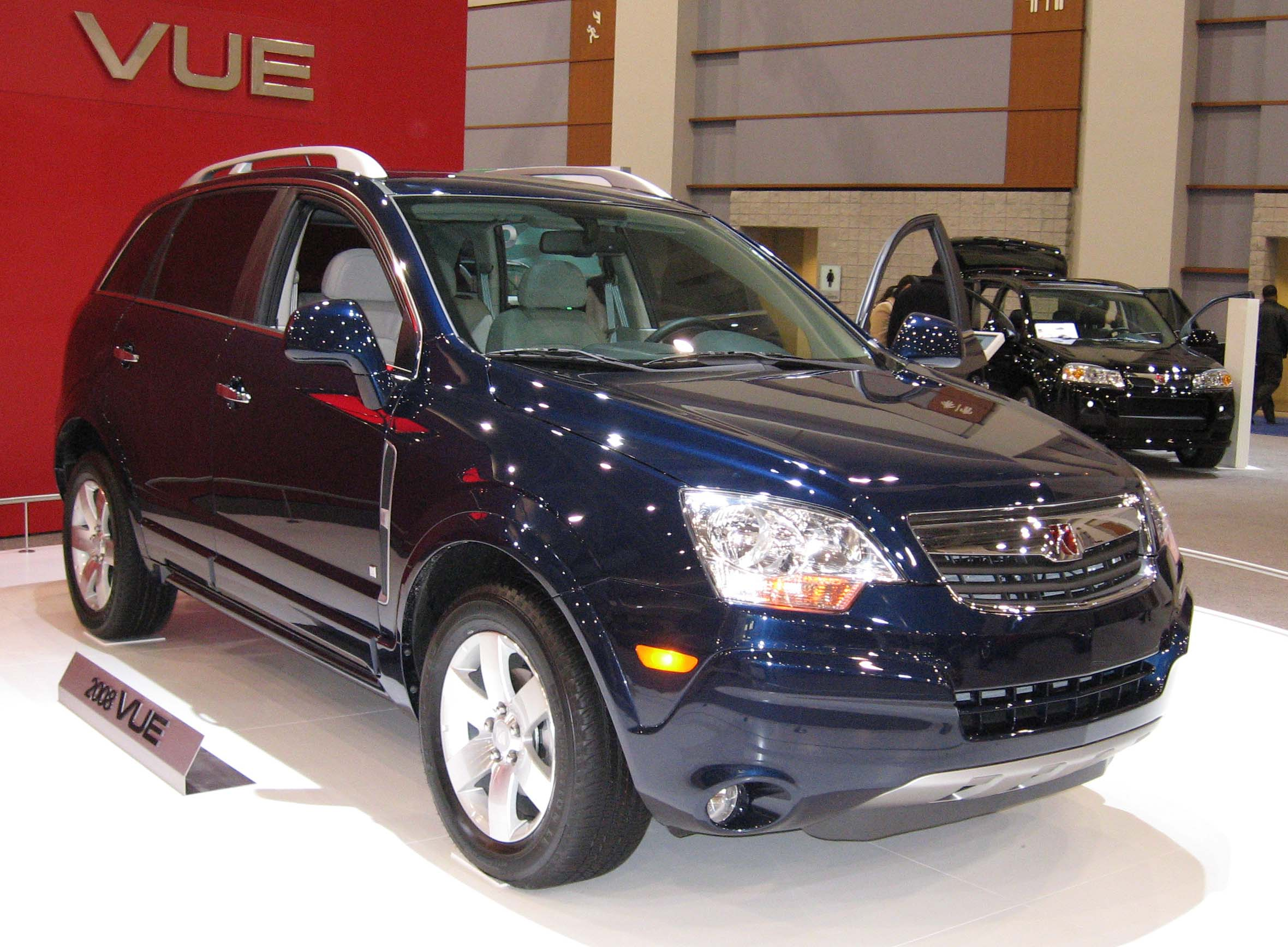
Saturn VUE del 2008

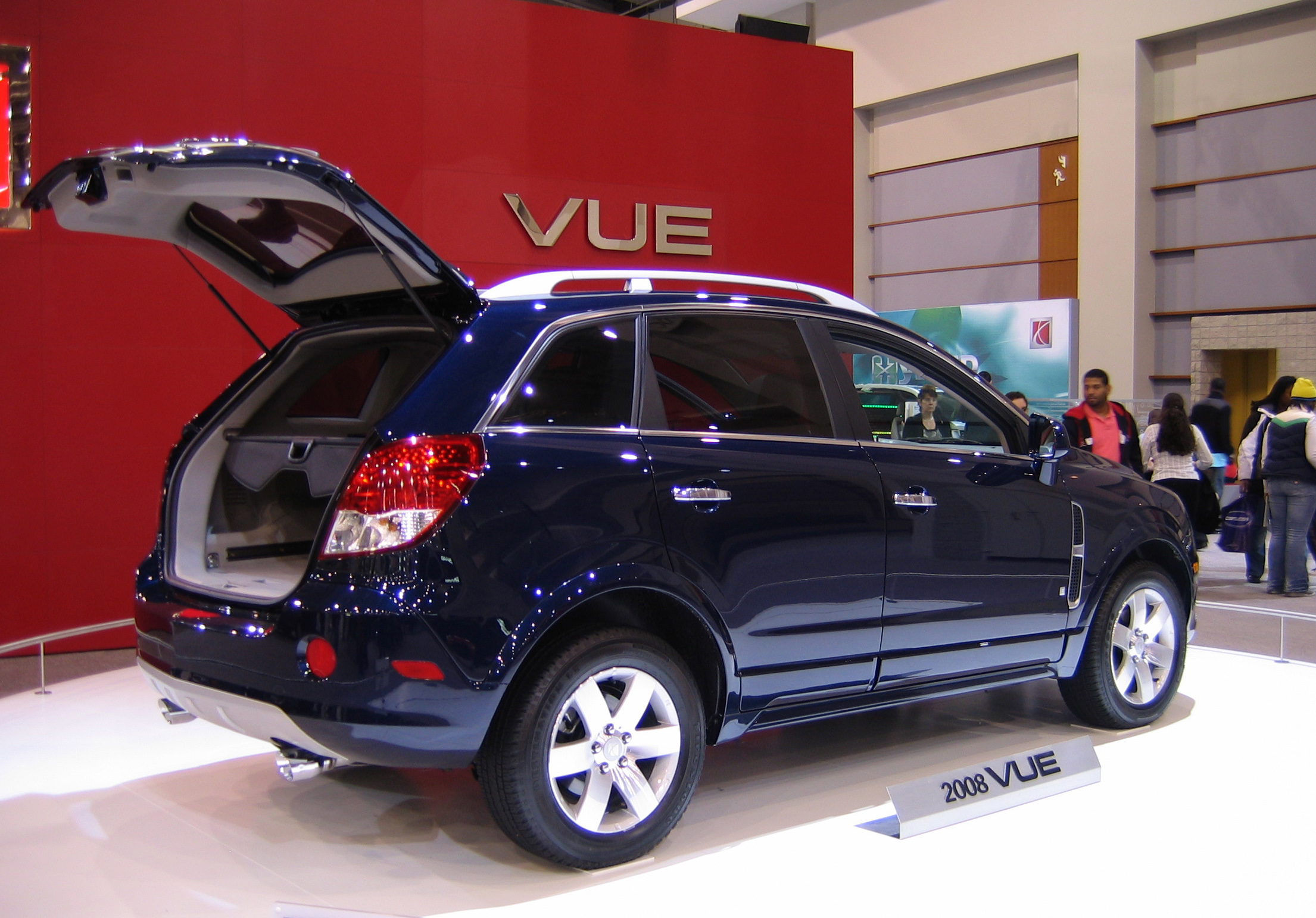
Part posterior del Saturn VUE del 2008

Presentada al Greater Los Angeles Auto Show (Novembre-Desembre del 2006), es tracta d'un Opel Antara/Chevrolet Captiva venut sota la marca Saturn (amb algunes diferències en els motors, detalls estètics). Una visualització prèvia d'aquest nou disseny va poder-se veure al New York International Auto Show amb el concept car Saturn PreVue.
De les múltiples novetats que presenta respecte de l'anterior model (no obstant manté la mateixa plataforma Theta que l'anterior generació) són, a part d'estrenar noves mecàniques, un canvi notable en la carrosseria amb un disseny que poc té a veure amb la primera generació (això no obstant, les mides exteriors són molt semblants), uns acabats interiors de major qualitat i que aquest Saturn serà fabricat a Ramos Arizpe, Mèxic.
Mides del VUE:
Batalla (Wheelbase): 2,707 m (106.6 in)
Llargada (Length): 4,574 m (180.1 in)
Amplada (Width): 1,849 m (72.8 in)
Alçada (Height): 1,708 m (67 in)
Capacitat del dipòsit: 63-73 l (16.7 i 19.2 galons EUA)
Mecànicament presenta novetats, excepte en la versió híbrida que segueix essent les mateixes especificacions.
| Any             | Motor                   | Potència | Torsió  |
| --------------- | ----------------------- | -------- | ------- |
| 2008-actualitat | 2.4 L Ecotec LE5 l4     | 169 cv   | 218 N·m |
| 2008-actualitat | 3.5 L High Value V6     | 222 cv   | 297 N·m |
| 2008-actualitat | 3.6 L High Feature V6   | 252 cv   | 336 N·m |
| 2008-actualitat | 2.4 L Ecotec LAT BAS l4 | 169 cv   | 218 N·m |

Hi ha novetats en les transmissions, on s'ofereix una automàtica de 4 velocitats per al 2.4L i per als V6, una automàtica de 6 velocitats. L'ABS, l'ESC StabiliTrak, i 8 airbags: Airbag frontals, laterals davanters al tòrax i de cortina i posteriors de cortina formen part de la dotació de sèrie dels VUE .

## Red Line

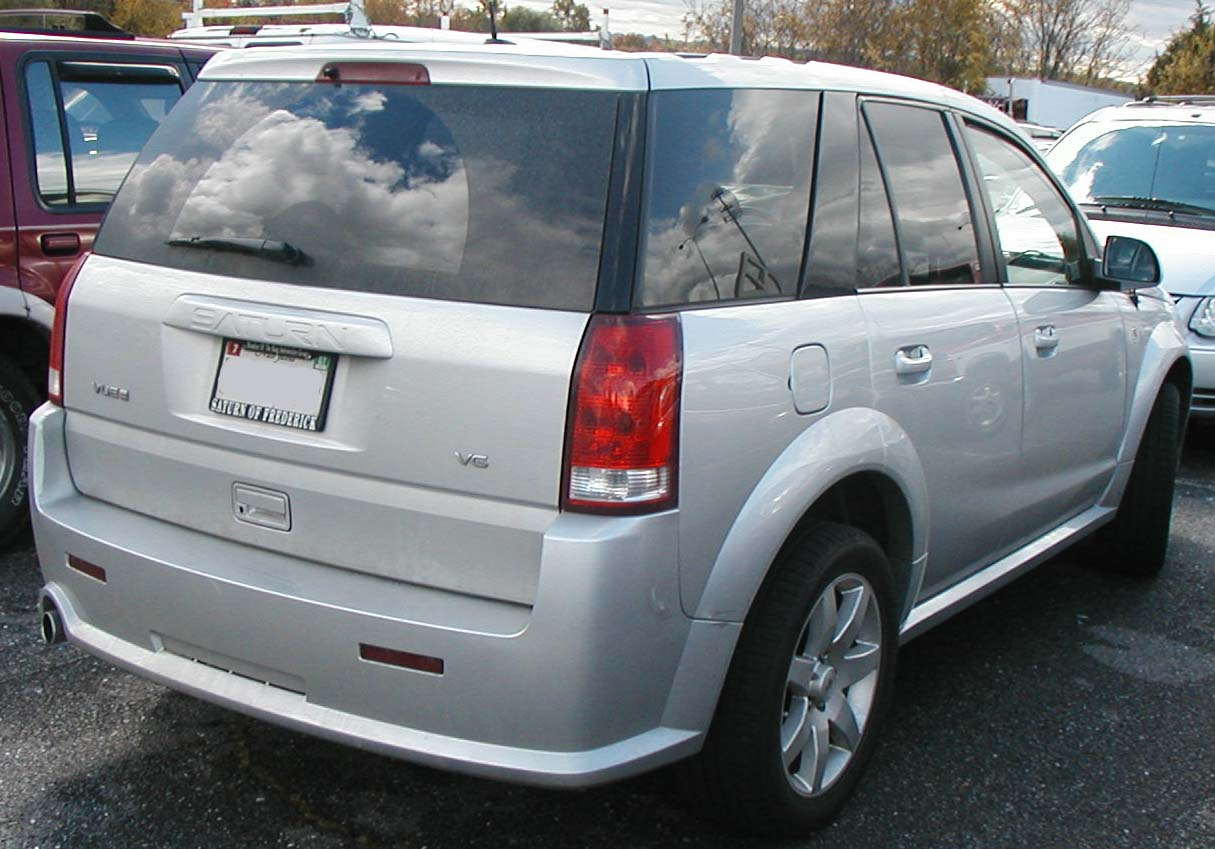
Part posterior del Saturn VUE Red Line del 2002-2007

El 2004 Saturn presenta la seva gamma de vehicles d'altes prestacions. Aquesta gamma rep el nom de "Red Line" i funciona com si es tractés d'un paquet d'equipament. Per exemple, el VUE Red Line  equipa el motor V6 d'Honda amb 250 cv i una sèrie de modificacions, com una suspensió esportiva, faldons amb fars integrats a la part més posterior que li donen un 5% més d'aerodinàmica al cotxe, sortida del tub d'escapament cromada, seients de pell de color negre, un tauler de control específic i unes llantes de 18".
Per al VUE Red Line del 2008, abandona l'anterior V6 per un nou motor, el mateix 3.6L High Feature V6 que equipen els VUE però que passa dels 252 cv als 257 cv, amb el mateix valor de torsió i transmissió automàtica de 6 velocitats 6T70 (amb opció a una manual de 5 velocitats F23). El paquet de modificacions resta igual, amb un disseny més modern i adequat a la nova carrosseria Algunes imatges del VUE Red Line del 2008 Arxivat 2007-05-18 a Wayback Machine..

## Green Line

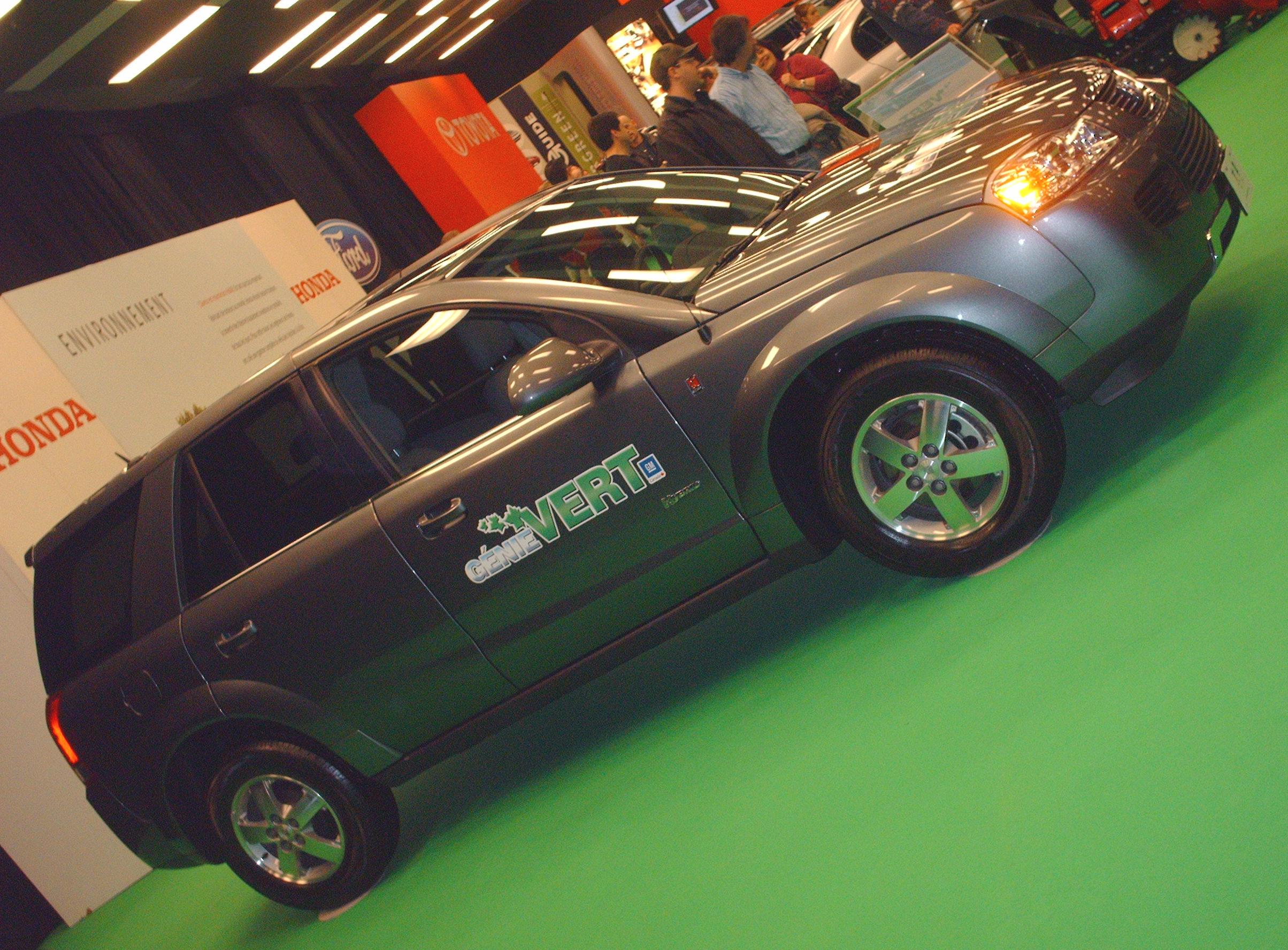
Saturn VUE Green Line del 2007

El 2007 s'ofereix una versió híbrida, anomenada VUE Green Line. El motor elegit és el 2,4 L Ecotec LAT associat amb una transmissió automàtica de 4 velocitats 4T45-E. GM utilitza el sistema BAS, que no és més que una corretja que uneix la tracció del motor elèctric amb el vehicle. Quan l'automòbil es deté, el motor elèctric es paralitza, i quan reprèn de nou la marxa, el motor torna a funcionar. No és el mateix que el sistema del "start-stop", ja que el motor elèctric assisteix una mica al motor de gasolina en l'acceleració, encara que no arriba fins al punt en què ho fa el IMA d'Honda. Aquest motor és alimentat per bateries NiMH ubicades davall de l'automòbil; aquestes poden ser carregades a través de la tecnologia "regenerative braking energy". Les bateries a més a més aporten energia durant la conducció regular per millorar el consum de gasolina.
En el tauler de control del VUE s'inclou uns rellotges on indiquen la càrrega i les funcions del motor elèctric, així com un mesurador de consum instantani que indica amb una llum on diu "eco" quan el consum és més baix que els valors proporcionats pel fabricant.
Segons ha facilitat el fabricant Saturn, el VUE té un consum de 7,4 L/100 km per carretera i de 8,7 L/100 km per ciutat (27/32 mpg respectivament). L'estalvi respecte del model base (el 2.4 L no híbrid) és notable: dels 22/27 mpg (10,7 i 8,7 L/100 km respectivament) ciutat/carretera als 27/32 mpg del model híbrid  Arxivat 2006-02-03 a Wayback Machine..